# 14e étape du Tour de France 2002
Pour un article plus général, voir Tour de France 2002.
La 14e étape du Tour de France 2002 a eu lieu le 21 juillet 2002 entre Lodève et le Mont Ventoux sur une distance de 221 km. Elle a été remportée par le Français Richard Virenque (Domo-Farm Frites). Il termine avec près de deux minutes d'avance sur le Russe Alexandre Botcharov (AG2R Prévoyance) et l'Américain Lance Armstrong (U.S. Postal Service). Ce dernier conserve la tête du classement général et le maillot jaune à l'issue de l'étape.

## Classement de l'étape
| \| Classement de l'étape \| Classement de l'étape \| Classement de l'étape \| Classement de l'étape \| Classement de l'étape \| \| Coureur \| Coureur \| Pays \| Équipe \| Temps \| \| --------------------- \| --------------------- \| --------------------- \| --------------------- \| --------------------- \| \| 1er \| Richard Virenque \| France \| Domo-Farm Frites \| 5 h 43 min 26 s \| \| 2e \| Alexandre Botcharov \| Russie \| AG2R Prévoyance \| + 1 min 58 s \| \| 3e \| Lance Armstrong \| États-Unis \| US Postal Service \| DQ \| \| 4e \| Marco Serpellini \| Italie \| Lampre-Daikin \| + 2 min 54 s \| \| 5e \| Raimondas Rumšas \| Lituanie \| Lampre-Daikin \| + 3 min 36 s \| \| 6e \| Ivan Basso \| Italie \| Fassa Bortolo \| + 3 min 39 s \| \| 7e \| Francisco Mancebo \| Espagne \| iBanesto.com \| + 3 min 51 s \| \| 8e \| Joseba Beloki \| Espagne \| ONCE-Eroski \| + 4 min 05 s \| \| 9e \| Dariusz Baranowski \| Pologne \| iBanesto.com \| + 4 min 10 s \| \| 10e \| Ivan Gotti \| Italie \| Alessio \| + 4 min 16 s \| |                     |            |                   |                 |
| |                     |            |                   |                 |
| |                     |            |                   |                 |
| Classement de l'étape |                     |            |                   |                 |
| Coureur | Coureur             | Pays       | Équipe            | Temps           |
| 1er | Richard Virenque    | France     | Domo-Farm Frites  | 5 h 43 min 26 s |
| 2e | Alexandre Botcharov | Russie     | AG2R Prévoyance   | + 1 min 58 s    |
| 3e | Lance Armstrong     | États-Unis | US Postal Service | DQ              |
| 4e | Marco Serpellini    | Italie     | Lampre-Daikin     | + 2 min 54 s    |
| 5e | Raimondas Rumšas    | Lituanie   | Lampre-Daikin     | + 3 min 36 s    |
| 6e | Ivan Basso          | Italie     | Fassa Bortolo     | + 3 min 39 s    |
| 7e | Francisco Mancebo   | Espagne    | iBanesto.com      | + 3 min 51 s    |
| 8e | Joseba Beloki       | Espagne    | ONCE-Eroski       | + 4 min 05 s    |
| 9e | Dariusz Baranowski  | Pologne    | iBanesto.com      | + 4 min 10 s    |
| 10e | Ivan Gotti          | Italie     | Alessio           | + 4 min 16 s    |

## Classement général
| \| Classement général \| Classement général \| Classement général \| Classement général \| Classement général \| \| Coureur \| Coureur \| Pays \| Équipe \| Temps \| \| ------------------ \| ------------------------- \| ------------------ \| ------------------ \| ------------------ \| \| 1er \| Lance Armstrong \| États-Unis \| US Postal Service \| DQ \| \| 2e \| Joseba Beloki \| Espagne \| ONCE-Eroski \| + 4 min 21 s \| \| 3e \| Raimondas Rumšas \| Lituanie \| Lampre-Daikin \| + 6 min 39 s \| \| 4e \| Igor González de Galdeano \| Espagne \| ONCE-Eroski \| + 8 min 36 s \| \| 5e \| Francisco Mancebo \| Espagne \| iBanesto.com \| + 10 min 49 s \| \| 6e \| José Azevedo \| Portugal \| ONCE-Eroski \| + 10 min 57 s \| \| 7e \| Roberto Heras \| Espagne \| US Postal Service \| + 11 min 35 s \| \| 8e \| Óscar Sevilla \| Espagne \| Kelme-Costa Blanca \| + 12 min 45 s \| \| 9e \| Levi Leipheimer \| États-Unis \| Rabobank \| DQ \| \| 10e \| Richard Virenque \| France \| Domo-Farm Frites \| + 13 min 12 s \| |                           |            |                    |               |
| |                           |            |                    |               |
| |                           |            |                    |               |
| Classement général |                           |            |                    |               |
| Coureur | Coureur                   | Pays       | Équipe             | Temps         |
| 1er | Lance Armstrong           | États-Unis | US Postal Service  | DQ            |
| 2e | Joseba Beloki             | Espagne    | ONCE-Eroski        | + 4 min 21 s  |
| 3e | Raimondas Rumšas          | Lituanie   | Lampre-Daikin      | + 6 min 39 s  |
| 4e | Igor González de Galdeano | Espagne    | ONCE-Eroski        | + 8 min 36 s  |
| 5e | Francisco Mancebo         | Espagne    | iBanesto.com       | + 10 min 49 s |
| 6e | José Azevedo              | Portugal   | ONCE-Eroski        | + 10 min 57 s |
| 7e | Roberto Heras             | Espagne    | US Postal Service  | + 11 min 35 s |
| 8e | Óscar Sevilla             | Espagne    | Kelme-Costa Blanca | + 12 min 45 s |
| 9e | Levi Leipheimer           | États-Unis | Rabobank           | DQ            |
| 10e | Richard Virenque          | France     | Domo-Farm Frites   | + 13 min 12 s |

## Classements annexes
| Classement par points | Classement par points | Classement par points | Classement par points | Classement par points |
| Coureur               | Coureur               | Pays                  | Équipe                | Points                |
| --------------------- | --------------------- | --------------------- | --------------------- | --------------------- |
| 1er                   | Robbie McEwen         | Australie             | Lotto-Adecco          | 229 pts               |
| 2e                    | Erik Zabel            | Allemagne             | Telekom               | 229 pts               |
| 3e                    | Stuart O'Grady        | Australie             | Crédit Agricole       | 170 pts               |
| 4e                    | Baden Cooke           | Australie             | Fdjeux.com            | 162 pts               |
| 5e                    | Ján Svorada           | Tchéquie              | Lampre-Daikin         | 129 pts               |

| Classement par points | Classement par points | Classement par points | Classement par points | Classement par points |
| Coureur               | Coureur               | Pays                  | Équipe                | Points                |
| --------------------- | --------------------- | --------------------- | --------------------- | --------------------- |
| 1er                   | Robbie McEwen         | Australie             | Lotto-Adecco          | 229 pts               |
| 2e                    | Erik Zabel            | Allemagne             | Telekom               | 229 pts               |
| 3e                    | Stuart O'Grady        | Australie             | Crédit Agricole       | 170 pts               |
| 4e                    | Baden Cooke           | Australie             | Fdjeux.com            | 162 pts               |
| 5e                    | Ján Svorada           | Tchéquie              | Lampre-Daikin         | 129 pts               |

| Classement de la montagne | Classement de la montagne | Classement de la montagne | Classement de la montagne | Classement de la montagne |
| Coureur                   | Coureur                   | Pays                      | Équipe                    | Points                    |
| ------------------------- | ------------------------- | ------------------------- | ------------------------- | ------------------------- |
| 1er                       | Laurent Jalabert          | France                    | CSC-Tiscali               | 167 pts                   |
| 2e                        | Lance Armstrong           | États-Unis                | US Postal Service         | DQ                        |
| 3e                        | Richard Virenque          | France                    | Domo-Farm Frites          | 99 pts                    |
| 4e                        | Joseba Beloki             | Espagne                   | ONCE-Eroski               | 80 pts                    |
| 5e                        | Laurent Dufaux            | Suisse                    | Alessio                   | 66 pts                    |

| Classement de la montagne | Classement de la montagne | Classement de la montagne | Classement de la montagne | Classement de la montagne |
| Coureur                   | Coureur                   | Pays                      | Équipe                    | Points                    |
| ------------------------- | ------------------------- | ------------------------- | ------------------------- | ------------------------- |
| 1er                       | Laurent Jalabert          | France                    | CSC-Tiscali               | 167 pts                   |
| 2e                        | Lance Armstrong           | États-Unis                | US Postal Service         | DQ                        |
| 3e                        | Richard Virenque          | France                    | Domo-Farm Frites          | 99 pts                    |
| 4e                        | Joseba Beloki             | Espagne                   | ONCE-Eroski               | 80 pts                    |
| 5e                        | Laurent Dufaux            | Suisse                    | Alessio                   | 66 pts                    |

| Classement du meilleur jeune | Classement du meilleur jeune | Classement du meilleur jeune | Classement du meilleur jeune | Classement du meilleur jeune |
| Coureur                      | Coureur                      | Pays                         | Équipe                       | Temps                        |
| ---------------------------- | ---------------------------- | ---------------------------- | ---------------------------- | ---------------------------- |
| 1er                          | Ivan Basso                   | Italie                       | Fassa Bortolo                | + 57 h 05 min 35 s           |
| 2e                           | Nicolas Vogondy              | France                       | Fdjeux.com                   | + 5 min 05 s                 |
| 3e                           | Haimar Zubeldia              | Espagne                      | Euskaltel-Euskadi            | + 7 min 49 s                 |
| 4e                           | Christophe Brandt            | Belgique                     | Lotto-Adecco                 | + 17 min 35 s                |
| 5e                           | Isidro Nozal                 | Espagne                      | ONCE-Eroski                  | + 18 min 50 s                |

| Classement du meilleur jeune | Classement du meilleur jeune | Classement du meilleur jeune | Classement du meilleur jeune | Classement du meilleur jeune |
| Coureur                      | Coureur                      | Pays                         | Équipe                       | Temps                        |
| ---------------------------- | ---------------------------- | ---------------------------- | ---------------------------- | ---------------------------- |
| 1er                          | Ivan Basso                   | Italie                       | Fassa Bortolo                | + 57 h 05 min 35 s           |
| 2e                           | Nicolas Vogondy              | France                       | Fdjeux.com                   | + 5 min 05 s                 |
| 3e                           | Haimar Zubeldia              | Espagne                      | Euskaltel-Euskadi            | + 7 min 49 s                 |
| 4e                           | Christophe Brandt            | Belgique                     | Lotto-Adecco                 | + 17 min 35 s                |
| 5e                           | Isidro Nozal                 | Espagne                      | ONCE-Eroski                  | + 18 min 50 s                |

| Classement par équipes | Classement par équipes          | Classement par équipes | Classement par équipes |
| Équipe                 | Équipe                          | Pays                   | Temps                  |
| ---------------------- | ------------------------------- | ---------------------- | ---------------------- |
| 1re                    | ONCE-Eroski                     | Espagne                | 170 h 56 min 59 s      |
| 2e                     | US Postal Service               | États-Unis             | + 7 min 56 s           |
| 3e                     | iBanesto.com                    | Espagne                | + 8 min 32 s           |
| 4e                     | Cofidis-Le Crédit par Téléphone | France                 | + 9 min 27 s           |
| 5e                     | Rabobank                        | Pays-Bas               | + 19 min 14 s          |

| Classement par équipes | Classement par équipes          | Classement par équipes | Classement par équipes |
| Équipe                 | Équipe                          | Pays                   | Temps                  |
| ---------------------- | ------------------------------- | ---------------------- | ---------------------- |
| 1re                    | ONCE-Eroski                     | Espagne                | 170 h 56 min 59 s      |
| 2e                     | US Postal Service               | États-Unis             | + 7 min 56 s           |
| 3e                     | iBanesto.com                    | Espagne                | + 8 min 32 s           |
| 4e                     | Cofidis-Le Crédit par Téléphone | France                 | + 9 min 27 s           |
| 5e                     | Rabobank                        | Pays-Bas               | + 19 min 14 s          |